# نیکولو بلونی
نیکولو بلونی (انگلیسی: Niccolò Belloni؛ زادهٔ ۱۰ ژوئیهٔ ۱۹۹۴) بازیکن فوتبال اهل ایتالیا است.
از باشگاه‌هایی که در آن بازی کرده‌است می‌توان به باشگاه فوتبال اینتر میلان، باشگاه فوتبال اسپتزیا، باشگاه فوتبال مودنا، باشگاه فوتبال پرو ورچلی، و باشگاه فوتبال ترنانا اشاره کرد.
وی همچنین در تیم‌های ملی فوتبال زیر ۱۹ سال ایتالیا و زیر ۲۰ سال ایتالیا بازی کرده‌است.